# ワタナベカズヒロ
ワタナベ カズヒロ（2月1日 - ）は、日本の男性シンガーソングライター。編曲家。ギタリスト。東京都出身。血液型O型。実家は金沢文庫駅の近く。

## 概要
父親の仕事の関係で9歳から12歳までの3年半をアメリカで過ごす。
アメリカでは四六時中ラジオを聴き音楽に親しみ、その頃の体験が今の糧となっている。
当時はU2の他、東海岸系のダリル・ホール&ジョン・オーツ、ビリー・ジョエルなどもよく聴いていた。
帰国直後はオフコースなどを聴いていたが、日本のポップスに目覚めた後は、BOØWYなどを聴き影響を受ける。そしてライブに足を運ぶなど、音楽にどっぷり浸かる様になるが、「言うなれば“あいうえお”をアメリカで覚えて、日本で文章を書くようになった感覚」と語っている。
学生の時にバンドを始め一時就職するが、音楽への情熱は捨てきれず、一年後には本格的に音楽活動を開始、バンド、ユニットを幾つか経験する。
2005年にニトロプラスのPCゲーム『天使ノ二挺拳銃』オープニングテーマ「さめない熱」を歌唱、以後も同社の主題歌・挿入歌を歌い続ける。ソロ活動に加え、自己のユニット「CRYED」を率いてのライブ、作詞・作曲等の作家業まで精力的に活動中。
アルバムはZIZZ STUDIOよりリリースされている。

## 歌
- 「Cold Metal」
- 「さめない熱」（2005年）
- 「RIGHT HERE RIGHT NOW」（2005年）
- 「Memento Vivere ～生きることを忘れないで～」（2007年）
- 「Brindiamo! -俺たちに乾杯-」（2007年）
- 「The young and unequaled king 〜魔王のテーマとバッハ〜」（2013年）